# Pamětní medaile 800. výročí Nižního Novgorodu
Pamětní medaile 800. výročí Nižního Novgorodu (rusky Медаль «В па́мять 800-ле́тия Ни́жнего Но́вгорода») je pamětní medaile Ruské federace založená roku 2021.

## Historie
Medaile byla založena dekretem prezidenta Ruské federace č. 184 ze dne 29. března 2021. Založena byla na počest osmistého výročí založení města Nižnij Novgorod. První medaile byly oceněným předány dne 12. června 2021 během slavnostního ceremoniálu.

## Pravidla udílení
Medaile je udílena obyvatelům Nižního Novgorodu, kteří se zúčastnili Velké vlastenecké války v letech 1941–1945. Udělena může být i obyvatelům města, kteří dříve obdrželi sovětské vyznamenání za nezištnou práci během Velké vlastenecké války v letech 1941–1945 či pracovníkům domácí fronty, kteří pracovali během Velké vlastenecké války v letech 1941–1945 v Nižním Novgorodu.
V přítomnosti dalších ruských vyznamenání se nosí ze Pamětní medailí 1000. výročí Kazaně.

## Popis medaile
Medaile pravidelného kulatého tvaru o průměru 32 mm je vyrobena z mosazi. Na přední straně je vyobrazena část zdi Kremlu v Nižním Novgorodu a Dmitrievská věž. Napravo od věže je Katedrála svatého Alexandra Něvského a nalevo je Chrám Archanděla Michaela. V horní části medaile při vnějším okraji je nápis v cyrilici В ПАМЯТЬ 800-ЛЕТИЯ НИЖНЕГО НОВГОРОДА. Na zadní straně je uprostřed městský znak Nižního Novgorodu. Pod znakem jsou dva letopočty 1221–2021. V levé části při okraji je vavřínová větvička a v pravé části větvička dubová. Všechny nápisy i obrázky jsou konvexní. Vnější okraj medaile je vystouplý.
Medaile je připojena pomocí jednoduchého kroužku ke kovové destičce ve tvaru pětiúhelníku potažené hedvábnou stuhou z moaré širokou 24 mm. Stuha je bílá uprostřed s červeným pruhem širokým 4 mm a oběma okraji lemovanými proužky černé barvy širokými 2 mm.